# Imperial College Road
Imperial College Road est une rue bordée d'arbres située à South Kensington, à Londres ,. Elle s'étend d'est en ouest avec Queen's Gate à l'ouest et Exhibition Road à l'est.

La rue fait partie de la frontière entre le Royal Borough of Kensington et Chelsea au sud et la Cité de Westminster au nord. Elle se trouve au cœur de la zone connue sous le nom d'Albertopolis, avec un certain nombre de musées, de bâtiments culturels et d'établissements d'enseignement dans la région, héritage de la grande exposition universelle de 1851 tenue à Hyde Park au nord et promue par le prince Albert, époux de la reine Victoria. Anciennement connue sous le nom d'Imperial Institute Road, la route tire désormais son nom de l'Imperial College de Londres, sur le campus duquel elle est située  . La tour de la Reine (entourée de la pelouse de la Reine adjacente à l'Imperial College Road) domine la vue au nord à mi-chemin, ainsi que la bibliothèque centrale du collège. Au sud se trouvent le département de chimie de l'Imperial College, le bâtiment Sir Alexander Fleming et le Scien Museum. Au-delà de ces bâtiments se trouve le Musée d'histoire naturelle. 

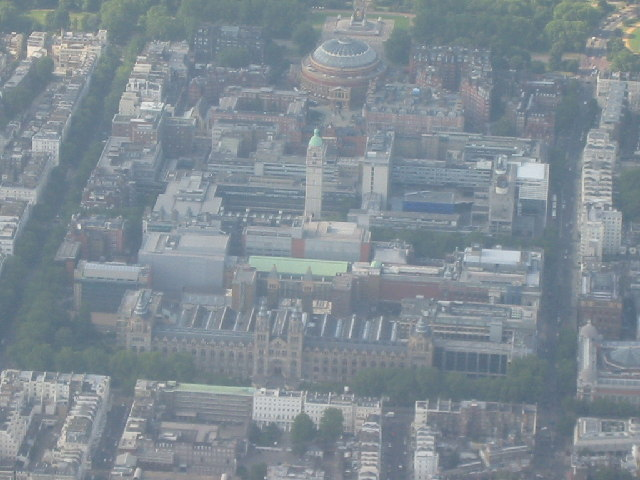
Vue aérienne à partir du sud. La Queen's Tower est au centre
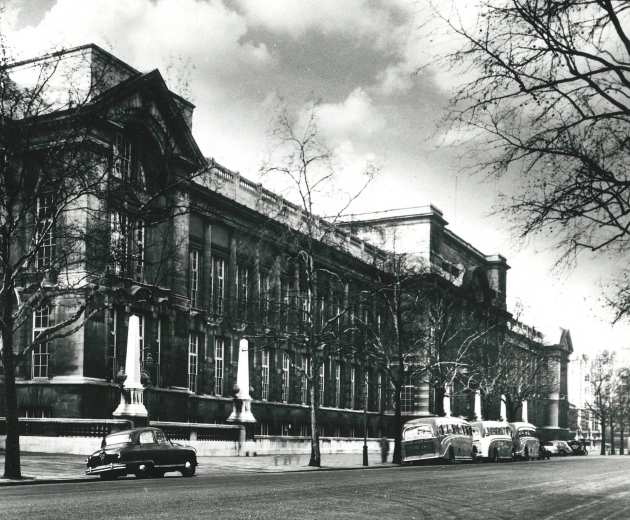
Royal College of Science vu de l'Imperial Institute Road
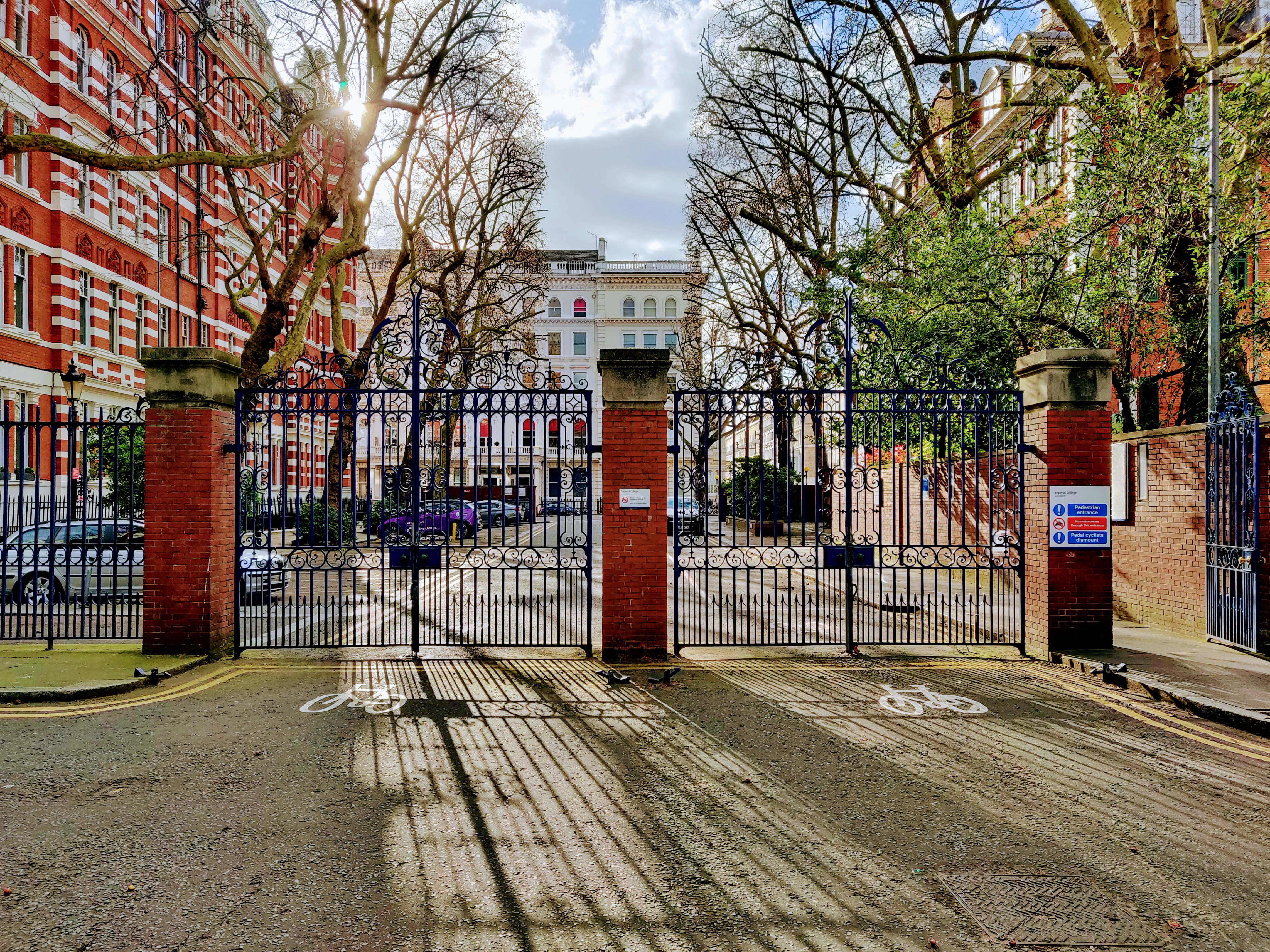
Falmouth Gate vue de la Queen's Gate
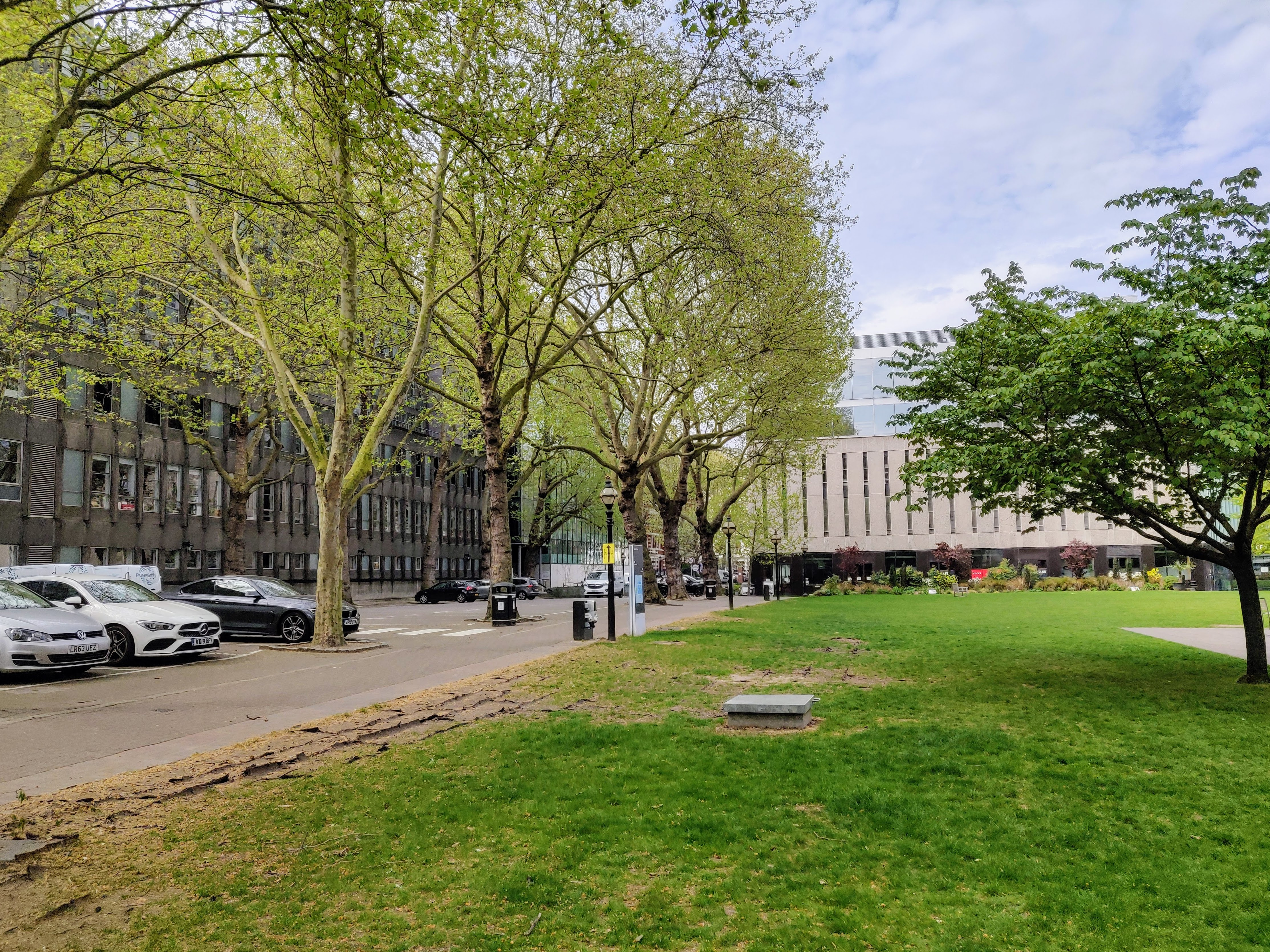
Le long de Queen's Lawn
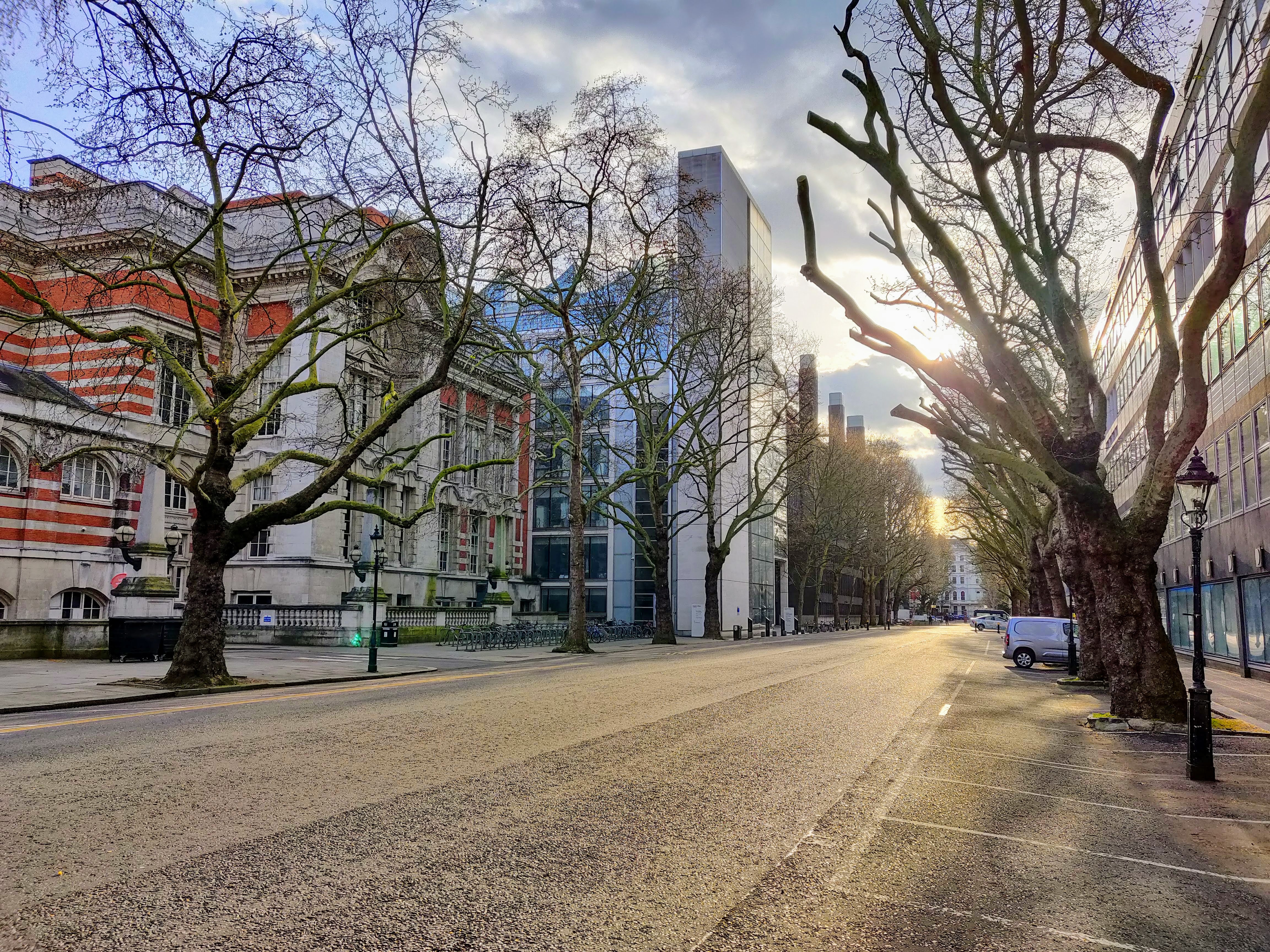
Vers l'ouest
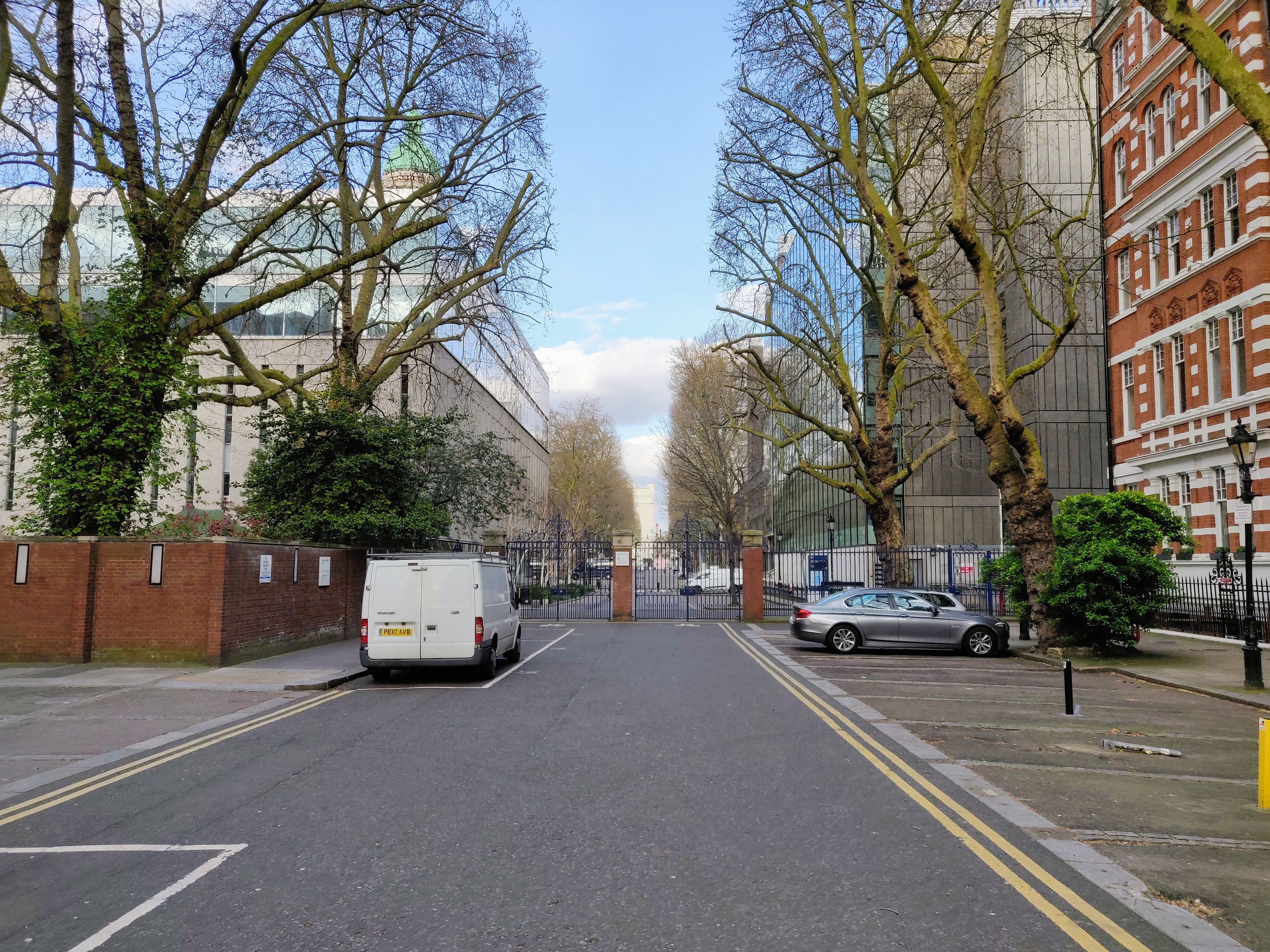
Queen's Gate vers l'est

## Voir également
- Impérial College de Londres